# Mulayit Taung
Mulayit Taung är ett berg i Myanmar.   Det ligger i regionen Karen, i den södra delen av landet, 500 km sydost om huvudstaden Naypyidaw. Toppen på Mulayit Taung är 2 009 meter över havet.
Terrängen runt Mulayit Taung är kuperad åt nordväst, men åt sydost är den bergig. Mulayit Taung är den högsta punkten i trakten. Runt Mulayit Taung är det mycket glesbefolkat, med 6 invånare per kvadratkilometer. I omgivningarna runt Mulayit Taung växer i huvudsak städsegrön lövskog.